# Berit Hansdatter Gaup
Berit Hansdatter Gaup (født 25. juni 1836, død 25. marts 1890) var en af dem som blev dømt efter det samiske "Kautokeinooprør" i november 1852. Hun blev dømt til 12 års strafarbejde, men blev benådet i 1864. Hun giftede sig 29. marts 1868 med Lars Jacobsen Hætta.